# Saint Jérôme pénitent (Zurbarán)
Pour les articles homonymes, voir Saint Jérôme pénitent.
Saint Jérôme pénitent – en espagnol San Jerónimo penitente – est un tableau réalisé par le peintre espagnol Francisco de Zurbarán vers 1650. De format vertical, cette huile sur toile est une peinture chrétienne qui représente Jérôme de Stridon en pénitence dans le désert. Torse nu, il se tient à genoux près d'un crâne humain et du lion qui lui sert d'attribut, avec dans une main un crucifix qu'il regarde et dans l'autre une pierre qu'il utilise pour se frapper la poitrine.
Ramenée d'Espagne par Jean-de-Dieu Soult, l'œuvre est conservée depuis 1853 au musée Girodet, à Montargis, dans le Loiret, en France. Le 1er juin 2016, alors qu'elle est entreposée dans un sous-sol, l'établissement étant en rénovation, elle est submergée à l'occasion d'une crue subite du Loing. 